# Pontcharraud
Pontcharraud – miejscowość i gmina we Francji, w regionie Nowa Akwitania, w departamencie Creuse.
Według danych na rok 1990 gminę zamieszkiwało 127 osób, a gęstość zaludnienia wynosiła 13 osób/km² (wśród 747 gmin Limousin Pontcharraud plasuje się na 491. miejscu pod względem liczby ludności, natomiast pod względem powierzchni na miejscu 560.).